# Philippe Mahut
Philippe Mahut (Lunery, 1956. március 4. – Párizs, 2014. február 8.) válogatott francia labdarúgó, hátvéd.

## Pályafutása

### Klubcsapatban
1974 és 1993 között 19 idény keresztül szerepelt a francia első illetve másodosztályban. Ez idő alatt összesen hét klubban játszott. Négy-négy idényen át volt az FC Metz, az RC Paris és a Le Havre AC labdarúgója. 1985–86-ban az RC Paris, 1990–91-ben a Le Havre AC csapatával lett bajnok a másodosztályban.

### A válogatottban
1981 és 1983 között kilenc alkalommal szerepelt a francia válogatottban. Tagja volt az 1982-es spanyolországi világbajnokságon negyedik helyezett csapatnak.

## Sikerei, díjai
Franciaország
- Világbajnokság
  - 4. helyezett: 1982, Spanyolország

 RC Paris
- Francia bajnokság (másodosztály)
  - bajnok: 1985–86

 Le Havre AC
- Francia bajnokság (másodosztály)
  - bajnok: 1990–91